# Eliot Howard
Pour les articles homonymes, voir Howard.
Henry Eliot Howard est un ornithologue britannique amateur, né le 13 novembre 1873 à Stone House, près de Kidderminster et mort le 26 décembre 1940 à Clareland, près de Stourport-on-Severn.

## Biographie
Il étudie à Stoke Poges,  Eton, et à Mason Science College (l’antécédent de l'université de Birmingham). Passionné très jeune par l’histoire naturelle, il publie son premier article en 1903 et les deux volumes de son premier ouvrage British Warblers en 1907 et 1914. Howard s’intéresse particulièrement à la question des territoires des oiseaux et fait paraître Territory in Bird Life en 1920, suivi par An Introduction to the Study of Bird Behaviour, Nature of a Bird's World et enfin A Waterhen's Worlds en 1940. Bien qu’il habite dans le Worcestershire, il passe l’essentiel de son temps sur la côte de Donegal et sur celle de l’ouest de l’Irlande où il chasse, pêche et étudie la nature.

## Ouvrages
- Eliot Howard, « On Sexual Selection and the Aesthetic Sense in Birds. », The Zoologist, vol. 4, no 7,‎ 1903, p. 407-417.
- Eliot Howard, The British Warblers : A History with Problems of Their Lives, R. H. Porter, 1907 et 1914, 2 volumes.
- Eliot Howard, Territory in Bird Life, John Murray, 1920.
- Eliot Howard, An Introduction to the Study of Bird Behaviour, Cambridge University Press, 1929.
- Eliot Howard, The Nature of a Bird’s World, Cambridge University Press, 1935.
- Eliot Howard, A Waterhen’s Worlds, Cambridge University Press, 1940.

## Source
- Traduction de l'article de langue anglaise de Wikipédia (version du 19 novembre 2006).